# سیارک ۱۷۲۷۷
سیارک ۱۷۲۷۷ (به انگلیسی: 17277 Jarrydlevine، نامگذاری:2000LP25) هفده هزار و دویست و هفتاد و هفتمین سیارک کشف شده‌است که در ۷ ژوئن ۲۰۰۰ کشف شد.
قدر مطلق سیارک برابر ۱۴.۸ است.